# Resolució 2342 del Consell de Seguretat de les Nacions Unides
La Resolució 2342 del Consell de Seguretat de les Nacions Unides fou adoptada per unanimitat el 23 de febrer de 2017. El Consell va acordar estendre les sancions internacionals al Iemen un any més fins al 28 de març de 2018.

## Contingut
El Consell va assenyalar que la violència al Iemen continuava. Parts del país era en mans del grup terrorista Al Qaeda, i Estat Islàmic tenia cada cop més punts de suport. La situació humanitària al país s'havia deteriorat i el subministrament d'ajuda humanitària es veia severament obstaculitzada.
Era important que la transició política que va seguir la Conferència del Diàleg Nacional celebrada entre març de 2013 i gener de 2014 fos implementada completament. El parlament seria reformat perquè al nord i al sud del país proporcionessin la meitat dels membres. Iemen es dividiria en sis regions administratives.
Les prohibicions de viatjar, les sancions financeres i l'embargament d'armes contra individus i grups específics s'han estès fins al 26 de febrer de 2018. El mandat del grup d'experts de cinc membres que supervisava el compliment d'aquestes sancions es va ampliar fins al 28 de març de 2018.